# Генрих II (король Наварры)
Генрих (Энрике) II Наваррский или Генрих д’Альбре (фр. Henri II de Navarre, фр. Henri d'Albret, исп. Enrique II de Navarra; 18 апреля 1503, Сангуеза — 25 мая 1555, Ажетмо) — король Наварры с 1517 года из династии Альбре, сын короля Жана (Хуана) III д’Альбре и королевы Екатерины де Фуа.

## Биография
После смерти отца в 1516 году Генрих унаследовал его личные владения — графство Перигор и виконтство Лимож. После смерти матери в 1517 году Генрих под именем Генрих II стал королём Наварры, а также унаследовал графства Фуа и Бигорр, а также виконтство Беарн. Однако король Арагона Фердинанд II ещё в 1512 году захватил большую часть Наварры и присоединил её к Арагону. Реально в управление Генрих получил только Нижнюю Наварру. Кроме того, после смерти деда, Алена Великого, Генрих унаследовал родовую сеньорию Альбре. В 1521 году Генрих попытался военным путём возвратить захваченную часть Наварры, но результата это не принесло.
Генрих продолжил политику отца по сближению с Французским королевством. В 1523 году он сблизился с королём Франциском I. Он сражался в армии Франциска в битве при Павии в 1525 году против императора Карла V, в которой попал вместе с Франциском в плен. В том же году Генрих бежал из плена, что добавило ему престижа.
В 1527 году Генрих женился на сестре Франциска I, Маргарите, принесшей ему в качестве приданого графство Арманьяк. Двор его жены в городе Нерак стал одним из центров литературы, науки и искусства Западной Европы.
В 1548 году Генрих выдал свою единственную дочь и наследницу Жанну, замуж за герцога Антуана де Бурбона.
В 1550 году сеньория Альбре получила статус герцогства.
Генрих умер 25 мая 1555 года во время своего паломничества к могиле святого Жирона в гасконском Ажетмо и был похоронен в родовой усыпальнице королей Наварры в соборе Лескар. Все его владения унаследовала дочь Жанна.

## Брак и дети
Жена: с 24 января 1527 года Маргарита Ангулемская (1492—1549), дочь Карла Орлеанского, графа Ангулема и Перигора
Дети:
- Жанна (Хуана) III (1528—1572), королева Наварры с 1555 года; 1-й муж: с 13 июля 1541 года Вильгельм IV Клевский (1516—1592), герцог Клеве, Юлиха, Берга и Гелдерна (аннулирован в 1546 году).; 2-й муж: с 20 октября 1548 года Антуан де Бурбон (1518—1562), герцог де Бурбон и Вандомский.
- Жан (Хуан) (после 1530 — в младенчестве)